# Krik Wilhelm
Krik Wilhelm je filmski in televizijski zvočni posnetek, ki se je pojavil že v več kot 200 filmih, prvič v filmu Bobni v daljavi leta 1951. Posnetek pogosto uporabijo, ko je v filmu nekdo ustreljen, pade z velike višine, ali ga vrže stran od eksplozije.
Glas v posnetku je najverjetneje glas igralca Sheba Wooleyja, posnetek pa se imenuje po vojaku Wilhelmu, liku vesterna Napad na reko Feather iz leta 1953, ki ga zadane puščica. Posnetek je dosegel posebno popularnost in postal interna šala po tem, ko se je pojavil v filmih Vojna zvezd, Indiana Jones, Disneyjevih risankah in številnih drugih visokoproračunskih filmih, televizijskih programih in računalniških igrah.

## Uporaba v filmu
Krik Wilhelm je postal filmski zvočni kliše in do leta 2011 so ga uporabili v več kot 225 filmih, televizijskih programih, računalniških igrah in reklamah zanje. Nekateri režiserji, najbolj opazno George Lucas, Quentin Tarantino in Peter Jackson, uporabljajo posnetek v skoraj vseh svojih filmskih izdelkih.